# Prothalotia
Prothalotia is een geslacht van weekdieren uit de klasse van de Gastropoda (slakken).

## Soorten
- Prothalotia chlorites (Philippi, 1846)
- Prothalotia flindersi (P. Fischer, 1878)
- Prothalotia lehmanni (Menke, 1843)
- Prothalotia lesueuri (P. Fischer, 1880)
- Prothalotia porteri (Iredale, 1940)
- Prothalotia pulcherrima (W. Wood, 1828)
- Prothalotia ramburi (Crosse, 1864)
- Prothalotia suturalis (A. Adams, 1853)